# Khaybar KH 2002
Khaybar KH 2002 — иранский автомат, выполненный по компоновке булл-пап. 
За исключением изменений в спусковом механизме, вызванных сменой компоновки, автоматика KH 2002 полностью повторяет таковую у M16A1. KH 2002 отличается неудобным расположением предохранителя-переводчика режимов стрельбы, а также затруднённостью использования левшами. Автомат оснащается складными сошками, к нему также может крепиться штык-нож. Существует три варианта оружия, отличающиеся только длиной ствола.
Основное отличие KH 2002 от DIO S-5.56 - компоновка буллпап, позволившая заметно уменьшить общую длину оружия.

## Конструкция
Разработан на основе конструкции иранской винтовки S-5.56, являющаяся лицензионной копией автоматической винтовки CQ 5,56 (которая, в свою очередь, является копией американского автомата M16 производства КНР).
Автоматика винтовки Khaybar KH 2002 полностью повторяет систему M16A1, с поправкой на изменения в спусковом механизме, вызванные перенесением рукоятки управления огнём и спускового крючка вперед под ствол.
KH 2002 имеет газоотводную автоматику с прямым отведением пороховых газов из ствола в тело затвора. Затвор поворотный, с 7 боевыми упорами.
Режимы огня - одиночные выстрелы и очереди. Предохранитель - переводчик режимов стрельбы расположен позади приемника магазина, на левой стороное ствольной коробки, почти у самого затыльника приклада.
Штатные прицельные приспособления установлены на ручке для переноски, на которую также могут крепиться оптические и ночные прицелы. Питание оружия осуществляется из отъемных магазинов совместимых с американской винтовкой M16 емкостью на 20 и 30 патронов. Винтовка оснащается штык-ножом, складными сошками, ремнем для переноски оружия.

## Варианты
Khaybar KH 2002 выпускается в трёх вариантах, отличающихся между собой длиной ствола, массой и общей длиной оружия:
- стандартный вариант – с общей длиной оружия 780 мм.
- карабин – с общей длиной оружия 730 мм.
- укороченный вариант – с общей длиной оружия 680 мм[2].